# Reserva india de Nisqually
Nisqually Indian Community es un lugar designado por el censo ubicado en el condado de Thurston en el estado estadounidense de Washington. En el año 2000 tenía una población de 588 habitantes y una densidad poblacional de 83,6 personas por km².

## Geografía
La reserva india de Nisqually se encuentra ubicado en las coordenadas 47°0′22″N 122°40′11″O / 47.00611, -122.66972.

## Demografía
Según la Oficina del Censo en el año 2000 los ingresos medios por hogar en la localidad eran de 35.000 dólares, y los ingresos medios por familia eran 38.750 $. Los hombres tenían unos ingresos medios de 34.250 $ frente a los 25.096 $ para las mujeres. La renta per cápita para la localidad era de 14.094 $. Alrededor del 18,2 % de la población estaban por debajo del umbral de pobreza.